# Acke Aurelius
Uno Per-Axel (Acke) Aurelius, född 4 juni 1909 i Sunne, död 4 januari 1985 i Göteborg, var en svensk konstnär. Han var son till fotografen Axel Aurelius och Freja Stenberg.
Aurelius studerade vid Slöjdföreningens skola i Göteborg och vid privata målarskolor, Han har därefter medverkat i decemberutställningarna på Göteborgs konsthall och i utställningar med Alingsås konstförening.